# Ommatius kambangensis
Ommatius kambangensis là một loài ruồi trong họ Asilidae. Ommatius kambangensis được Meijere miêu tả năm 1914. Loài này phân bố ở miền Ấn Độ - Mã Lai.